# Classics (álbum de C.C. Catch)
«Classics» ("Clásicos", en español) es el segundo álbum recopilatorio de la cantante alemana C.C. Catch publicado el 25 de septiembre de 1989. El álbum contiene 16 canciones estilo synth pop, todas ellas compuestas, arregladas y producidas por el alemán Dieter Bohlen. Diez de las canciones aparecen en sus versiones originales, hay una canción en versión remix y cinco canciones en versiones extendidas. 

## Lista de canciones
Todas las canciones escritas y compuestas por Dieter Bohlen. 
| N.º | Título                                        | Duración |  |
| 1.  | «Backseat of Your Cadillac» (Long Version)    | 5:20     |  |
| 2.  | «Are You Man Enough» (Maxi Version)           | 6:03     |  |
| 3.  | «Good Guys Only Win in Movies» (Maxi Version) | 5:42     |  |
| 4.  | «Midnight Gambler»                            | 3:32     |  |
| 5.  | «Baby I Need Your Love»                       | 3:05     |  |
| 6.  | «House of Mystic Lights» (Radio Swing Mix)    | 3:37     |  |
| 7.  | «Strangers by Night»                          | 3:43     |  |
| 8.  | «Heartbreak Hotel» (Maxi Version)             | 4:55     |  |
| 9.  | «Soul Survivor»                               | 3:23     |  |
| 10. | «Heaven and Hell» (Maxi Version)              | 5:11     |  |
| 11. | «Nothing but a Heartache»                     | 3:03     |  |
| 12. | «Jump in My Car»                              | 3:50     |  |
| 13. | «Heartbeat City»                              | 3:47     |  |
| 14. | «I Can Lose My Heart Tonight»                 | 3:50     |  |
| 15. | «'Cause You Are Young»                        | 3:30     |  |
| 16. | «Summer Kisses»                               | 3:42     |  |

## Posición en las listas
| Chart 1989 | Máxima Posición |
| ---------- | --------------- |
| Alemania   | 15              |

## Créditos
- Música: Dieter Bohlen
- Letra: Dieter Bohlen
- Arreglos: Dieter Bohlen
- Producción: Dieter Bohlen
- Coproducción: Luis Rodríguez
- Publicación: Hansa/Hanseatic
- Distribución: BMG Records
- Diseño: Ariola-Studios
- Fotografía: Herbert W. Hesselmann y M. Becker